# 样本均值
样本均值是由一個或多個隨機變數中得到的统计量，样本均值是一個向量，其中的每個元素都是針對隨機變數取样後得到的算术平均数。若只考慮一個随机变量，則样本均值為一個純量，是隨機變數觀測值的算术平均。

## 定義
令{\displaystyle x_{ij}}為第j個隨機變數（j=1,...,K）在第i次觀測（i=1,...,N）到的值，所有觀測值可以重組為N個K ×1的向量，其中第i次觀測的所有數據用{\displaystyle \mathbf {x} _{i}}表示（i=1,...,N）。
算术平均向量{\displaystyle \mathbf {\bar {x}} }的第j個元素{\displaystyle {\bar {x}}_{j}}是第j個隨機變數在N次觀測值的平均值：
{\displaystyle {\bar {x}}_{j}={\frac {1}{N}}\sum _{i=1}^{N}x_{ij},\quad j=1,\ldots ,K.}
因此算术平均向量包括所有隨機變數的平均值，可以用以下方式表示：
{\displaystyle \mathbf {\bar {x}} ={\frac {1}{N}}\sum _{i=1}^{N}\mathbf {x} _{i}.}
样本均值是隨機向量{\displaystyle \textstyle \mathbf {X} }期望（若存在）的無偏估計，隨機向量是一個列向量，其中第j個元素(j = 1, ..., K)為第j個隨機變數。
样本均值因為是用所有的觀測值計算而得，稍微和每次的觀測值有關。若母体平均{\displaystyle \operatorname {E} (\mathbf {X} )}已知，其無偏估計值
{\displaystyle q_{jk}={\frac {1}{N}}\sum _{i=1}^{N}\left(x_{ij}-\operatorname {E} (X_{j})\right)\left(x_{ik}-\operatorname {E} (X_{k})\right),}
用到母体平均，其分母為{\displaystyle \textstyle N}。

## 样本均值的方差
本节中总假定出现的均值和方差都是存在的。對於每個隨機變數，样本均值是母体平均的良好估计函数，其中的良好是指有效及無偏差。當然样本均值不會是統計母體真實均值的正確值，因為從同一個分佈中不同的取様會產生不同的样本均值，也就對真實均值有不同的估计。因此样本均值也是隨機變數，不是常數，因此也會有其分佈隨機變數。針對第j個隨機變數N次觀測的隨機取様，其样本均值分佈的均值會等於母體均值{\displaystyle E(X_{j})}，而其變異數會等於{\displaystyle {\frac {\sigma _{j}^{2}}{N}}}，其中{\displaystyle \sigma _{j}^{2}}是隨機變數Xj的變異數。

## 評論
样本均值廣為使用在統計學及相關應用中，不過也有其缺點。样本均值不是稳健统计，容易受異常點影響。在真實世界的應用中，一般會期望數據有稳健的性質，有其他方式可以計算類似样本均值的統計量，但又比样本均值要稳健，可以得到一些常見的量化統計量，例如樣本眾數和位置參數有關。其他的替代品包括Winsorising及修整估计量，例如Winsorized平均及修整平均。